# Hear My Plea
Hear My Plea, (ursprungligen på albanska: Balada e gurit, svenska: stenballaden), var Albaniens bidrag vid Eurovision Song Contest 2007 i Helsingfors, Finland. Låten framfördes av Frederik Ndoci tillsammans med sin dåvarande fru Aida Dyrrah (då Ndoci-Dyrrah).
Eftersom Albanien för första gången misslyckats med att ta sig till final vid tävlingen år 2006 tvingades man tävla i semifinalen vid 2007 års tävling. I semifinalen fick Albanien startnummer 11, efter Nederländerna och före Danmark. Efter att röstningen avslutats hade bidraget fått 49 poäng, vilket räckte till en 17:e plats. Resultatet räckte inte till en plats i finalen, utan det blev andra året i rad som Albanien missade finalen av tävlingen. 
Den albanska titel på låten var "Balada e gurit" och med den låten vann paret Ndoci den nationella uttagningen Festivali i Këngës i december år 2006. De vann före Rosela Gjylbegu på andra plats med "Pa ty, pa mua" och Mariza Ikonomi på tredje med "Ku është dashuria".
Låten efterföljdes som Albaniens bidrag i tävlingen av Olta Boka med "Zemrën e lamë peng".